# Julius Troschel
Pour les articles homonymes, voir Troschel.
Julius Troschel, né en 1806 à Berlin et mort le 26 ou 27 mars 1863 à Rome, est un sculpteur néoclassique prussien installé à Rome.

## Biographie
Julius Troschel est l'un des douze enfants d'Ernst Leberecht Troschel (1776-1850), conseiller de justice et peintre du dimanche. 
Il devient l'élève de Christian Daniel Rauch en 1824 et présente la même année un bas-relief représentant Thésée. Il reçoit en 1833 le prix d'État pour son bas-relief Télémaque demande à Ulysse d'épargner la vie de Phémios, ce qui signifie également l'obtention d'une bourse pour faire un voyage d'étude à Rome. Il demande en 1837 un poste à l'Académie des arts de Düsseldorf, sans succès, et demeure ensuite le reste de ses jours à Rome, après avoir épousé Vittoria Buti.
Troschel est l'auteur de très nombreux bas-reliefs et statuettes sur les thèmes de la mythologie et des scènes de genre, ainsi que de portraits en buste et de quelques commandes funéraires. Son fils, Wilhelm Troschel, futur sculpteur lui aussi, naît à Rome en 1844.

## Galerie

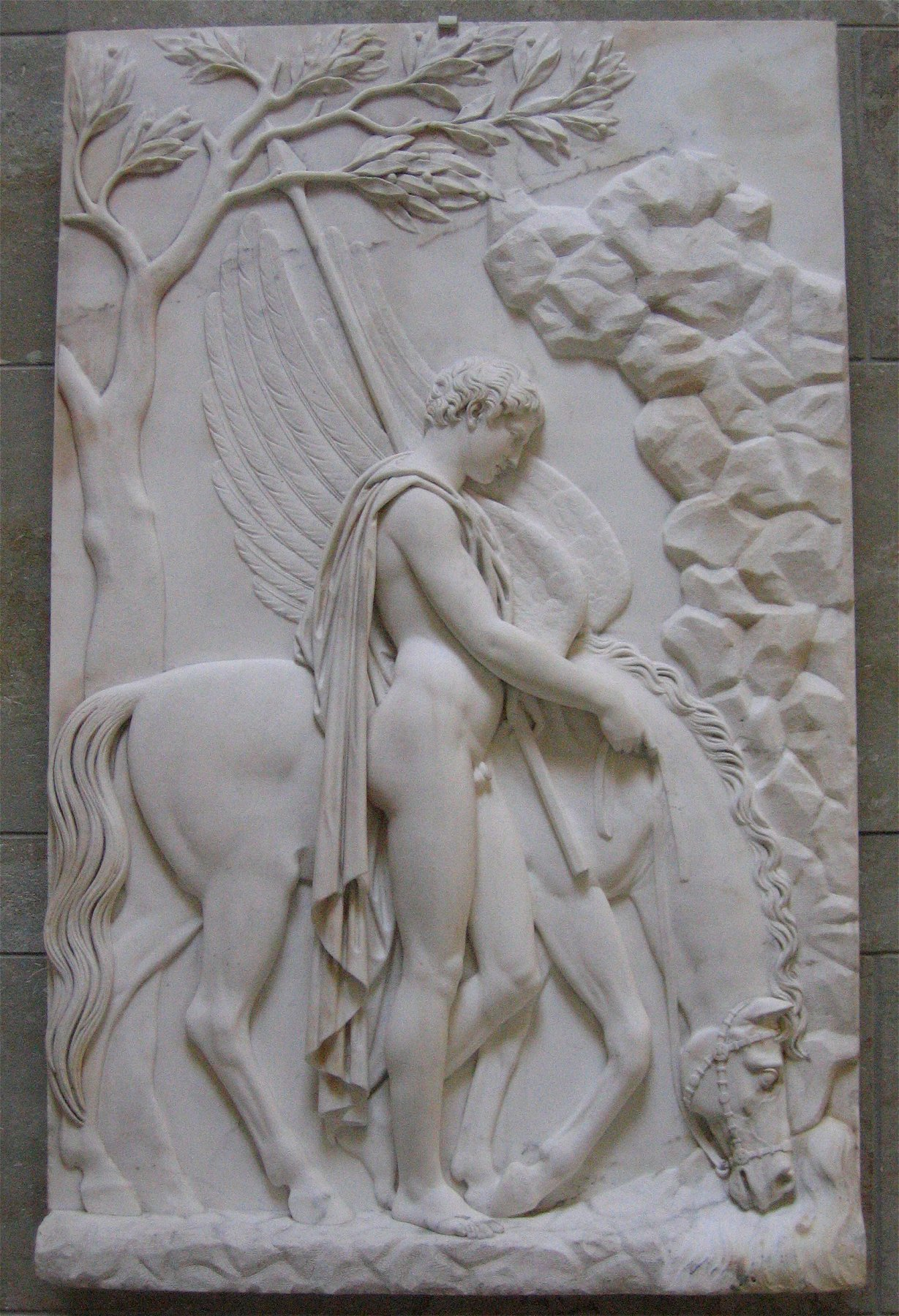
Bellérophon et Pégase (entre 1840 et 1850), Nouvelle Pinacothèque de Munich
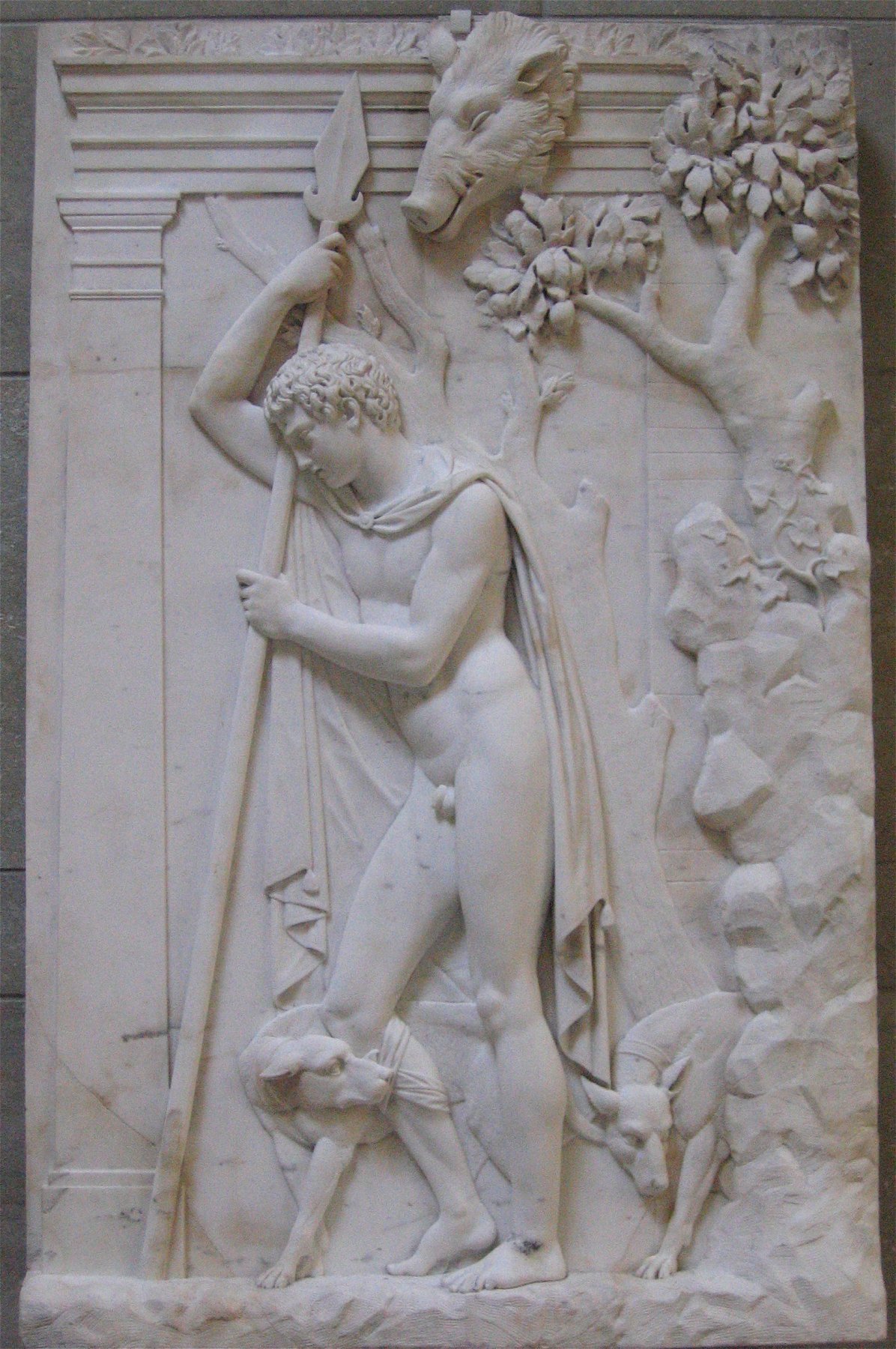
La Mort d'Adonis (entre 1840 et 1850), Nouvelle Pinacothèque de Munich
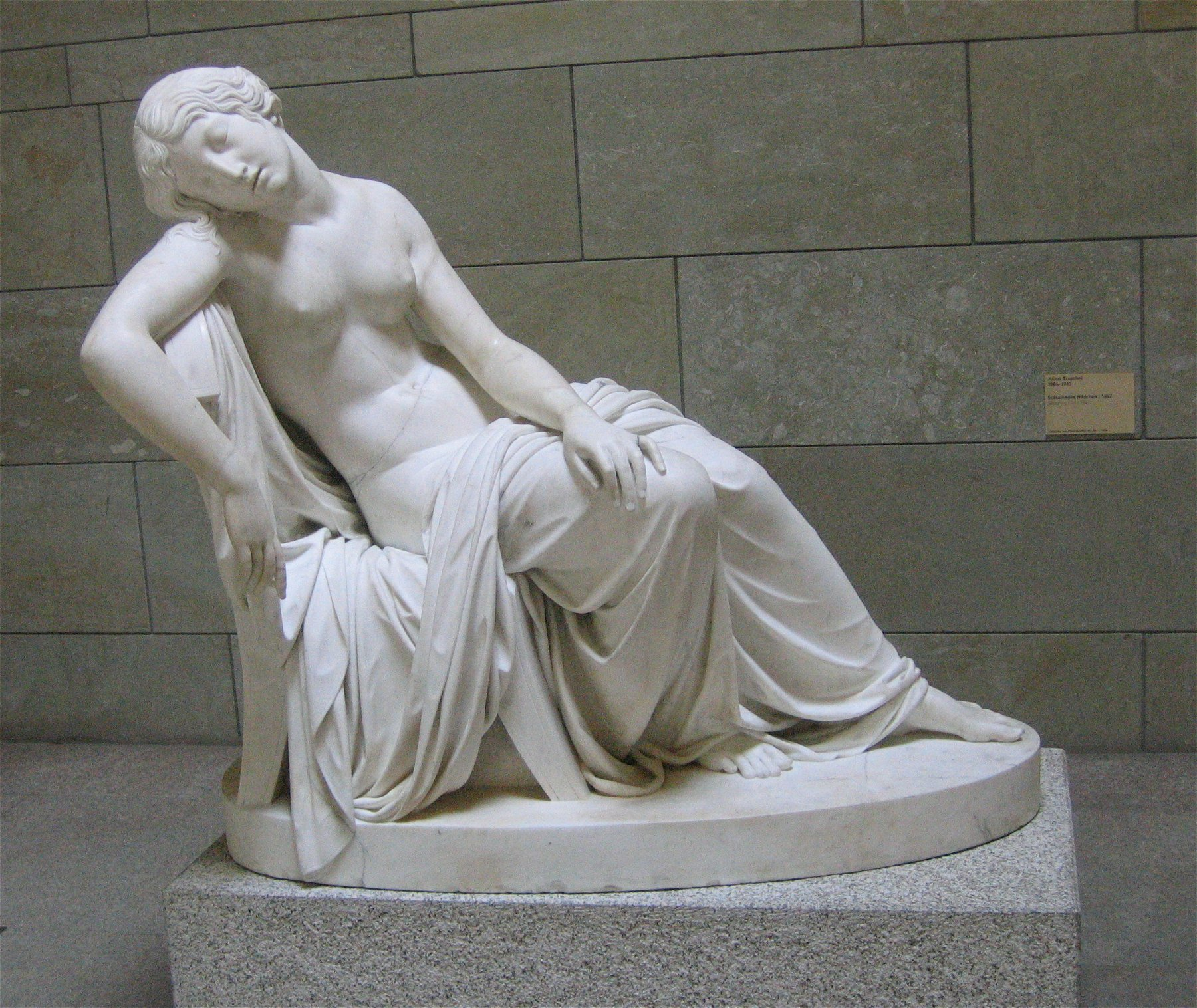
Jeune Fille endormie (1842), Nouvelle Pinacothèque de Munich
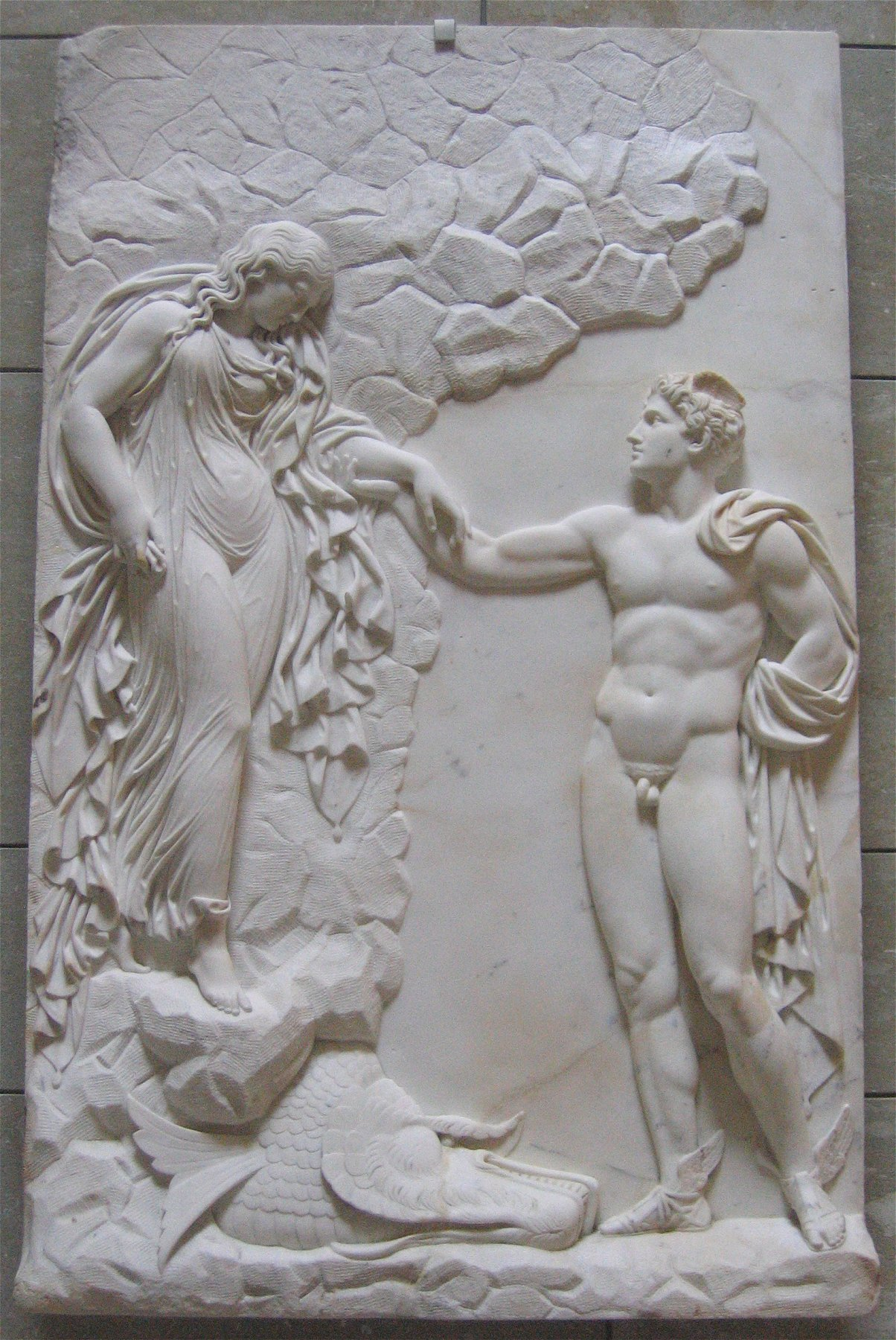
Persée et Andromède (entre 1840 et 1850), Nouvelle Pinacothèque de Munich
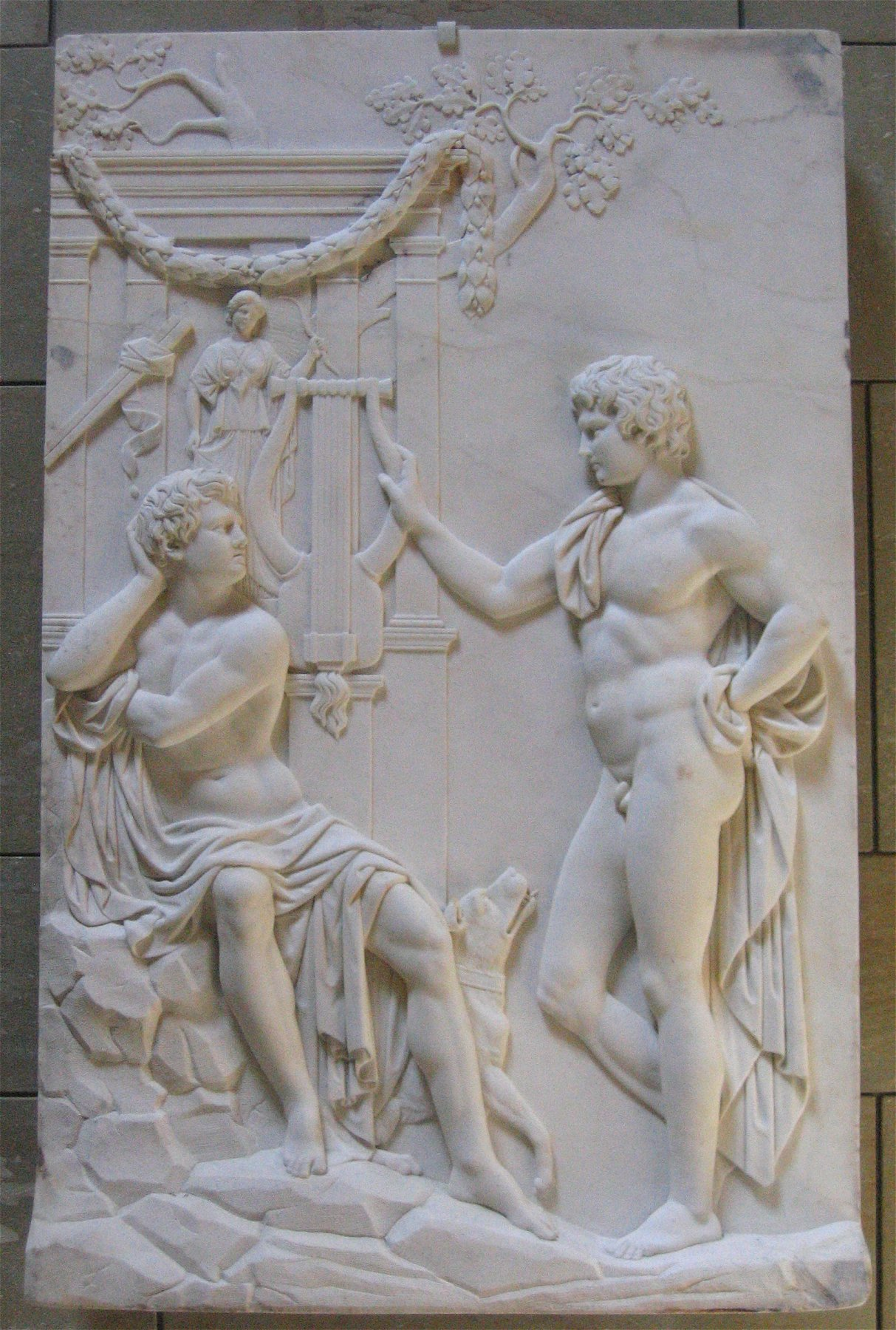
Zéthus et Amphion (entre 1840 et 1850), Nouvelle Pinacothèque de Munich
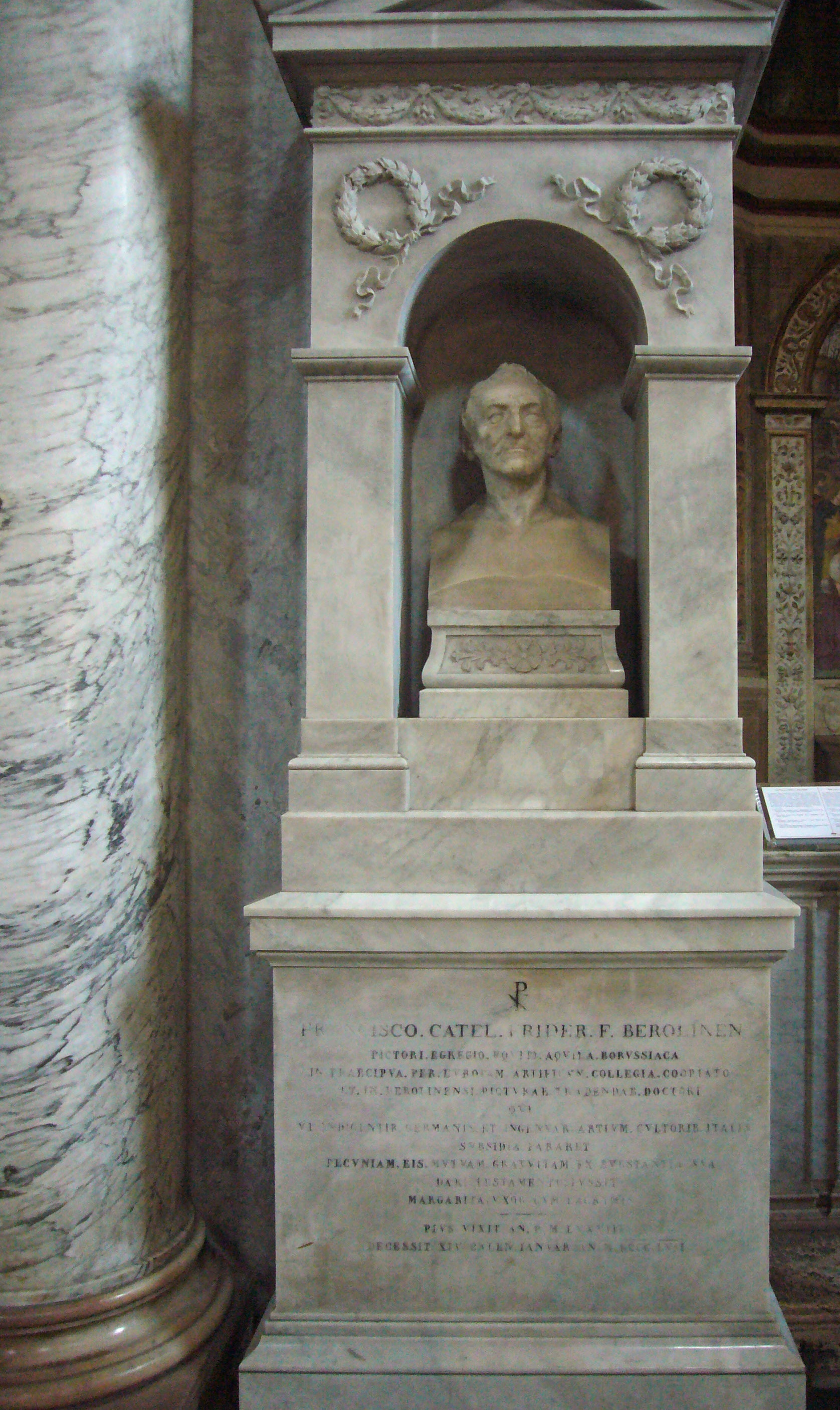
Monument funéraire du peintre Franz Ludwig Catel (vers 1856), Basilique Santa Maria del Popolo à Rome